# Ząbkowice Śląskie
Ząbkowice Śląskie (zɔ̃pkɔˈvʲit͡sɛ ˈɕlɔ̃skʲɛ; deutsch Frankenstein, schlesisch Franksteen oder Frankensteen) ist eine Stadt in der Woiwodschaft Niederschlesien in Polen. Sie ist Sitz des Powiat Ząbkowicki. 

## Geographie
Ząbkowice Śląskie liegt am Pausebach polnisch Budzówka, einem linken Nebenfluss der Glatzer Neiße, etwa 65 Kilometer südwestlich von Breslau. Durch den Ort verlaufen die Landstraße 8, die Woiwodschaftsstraße 382 und die Woiwodschaftsstraße 385.
Nachbarorte sind Zwrócona (Protzan) im Norden, Bobolice (Schräbsdorf) und Kubice (Kaubitz) im Nordosten, Jaworek (Heinersdorf) und Stolec (Stolz) im Osten, Strąkowa (Kunzendorf) im Südosten, Grochowiska (Grochwitz) und Pawłowice (Paulwitz) im Süden, Braszowice (Baumgarten) und Tarnów (Tarnau) im Südwesten, Stoszowice (Peterwitz) im Westen und Olbrachcice Wielkie (Groß Olbersdorf) sowie Koziniec (Löwenstein) im Nordwesten.

## Geschichte

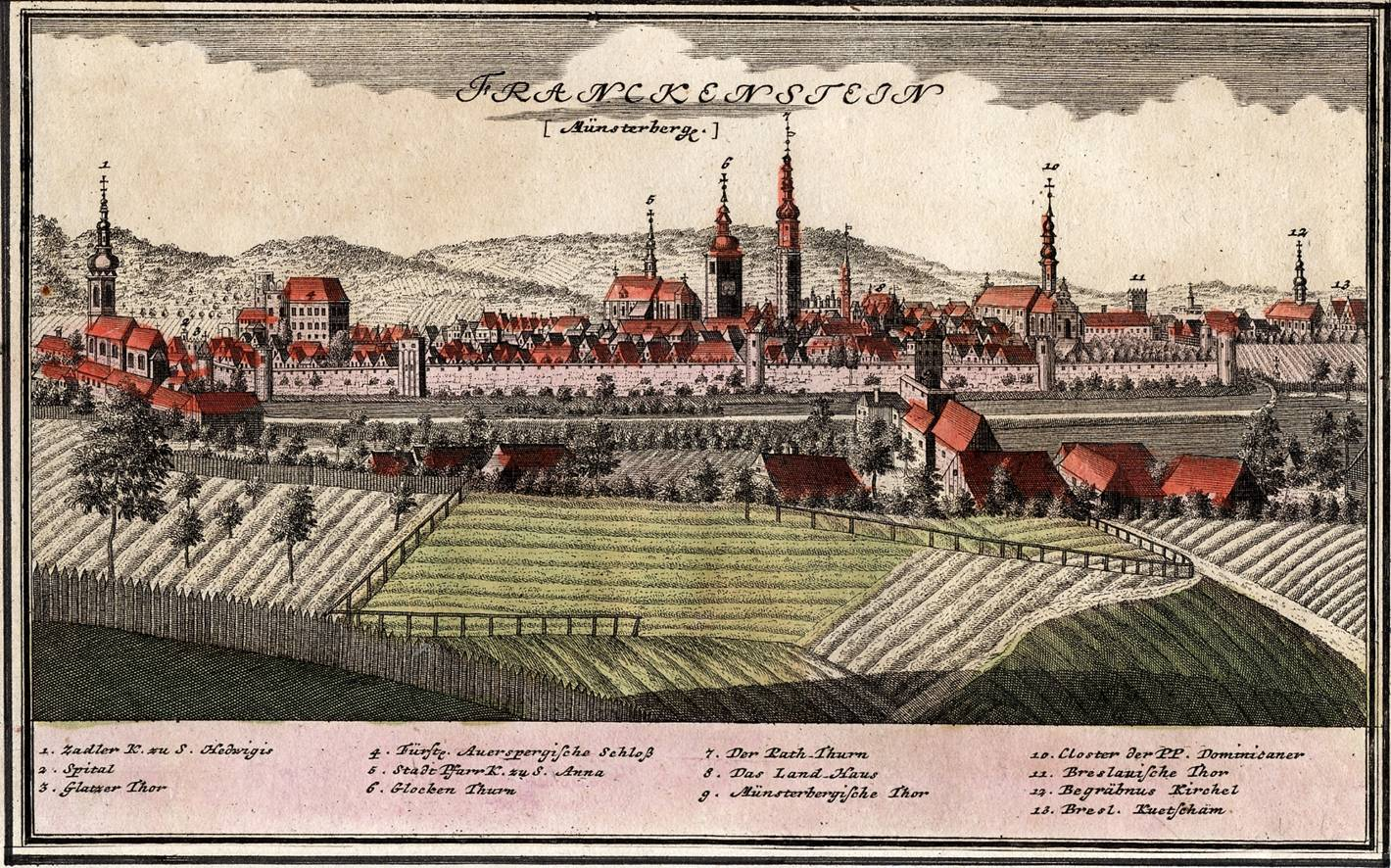
Frankenstein (Schlesien) vor dem Dreißigjährigen Krieg

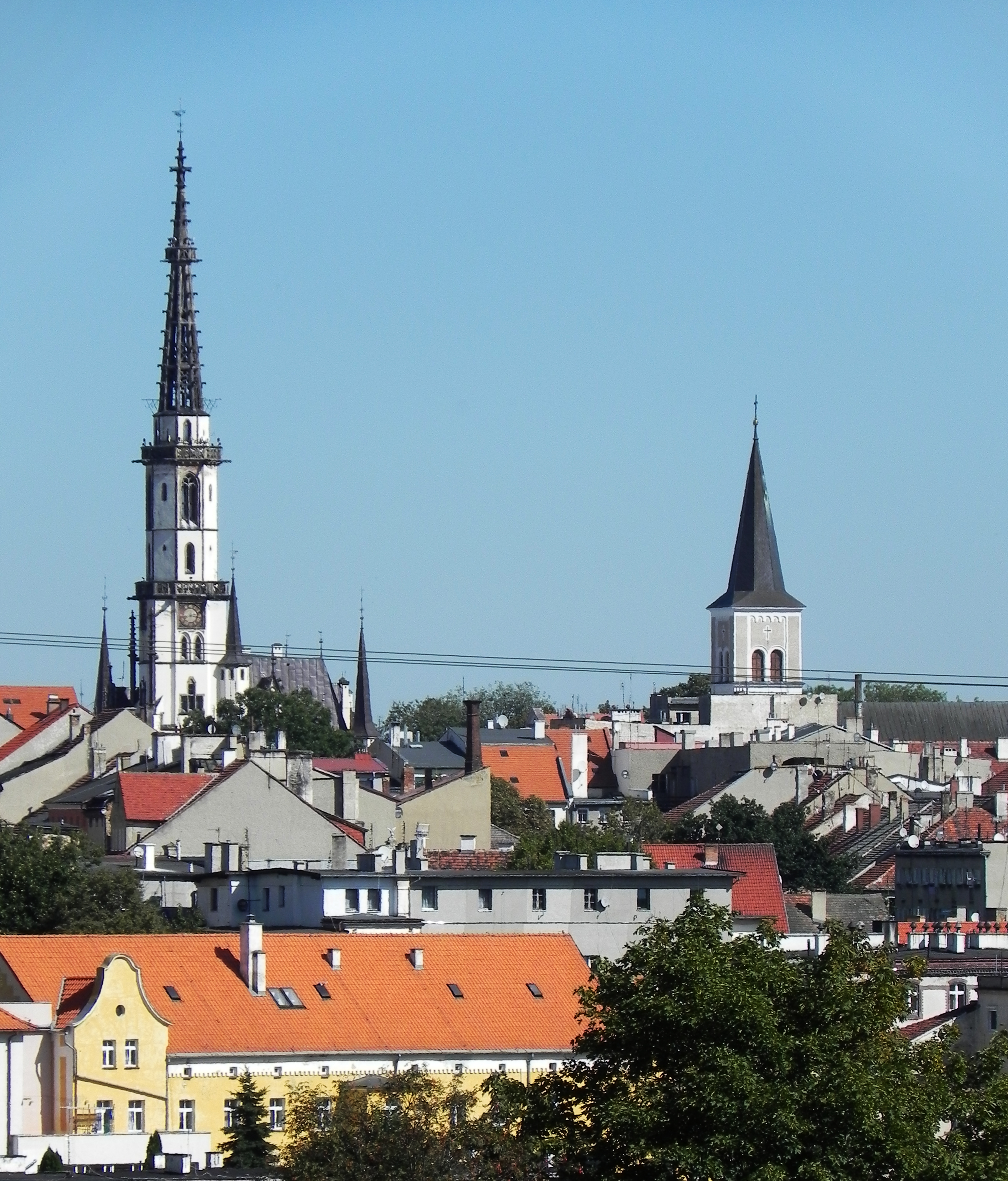
Historisches Zentrum

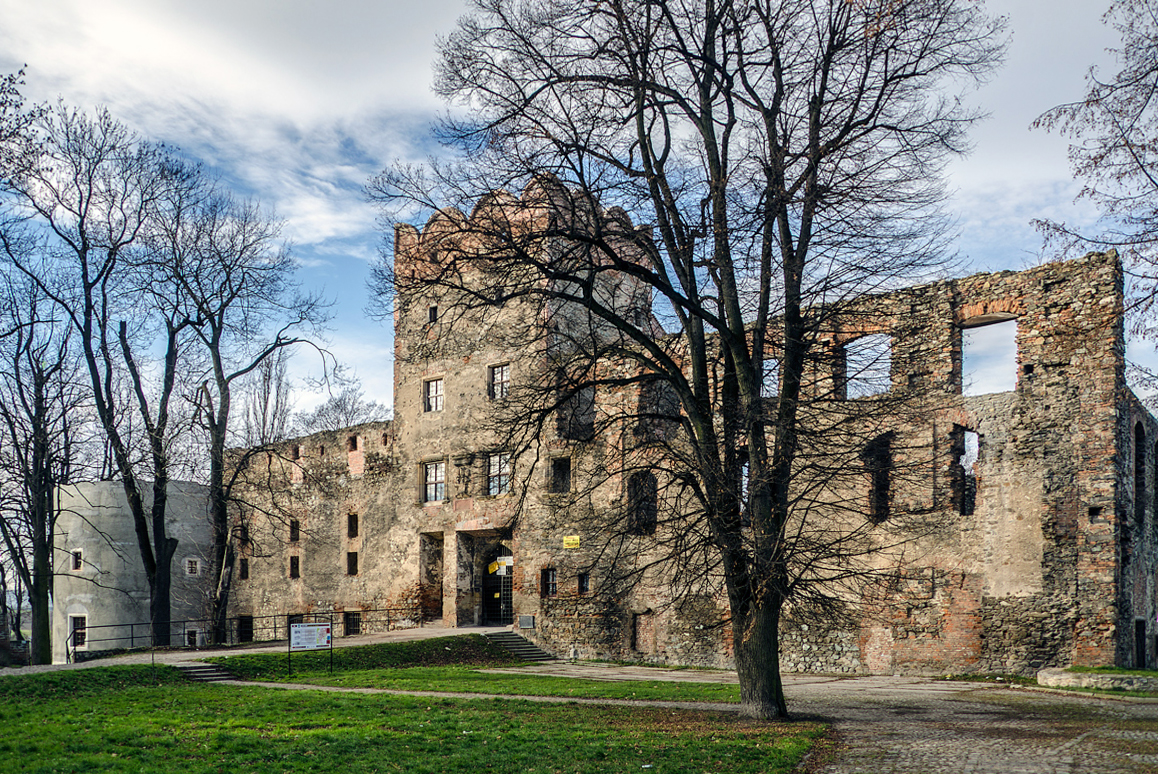
Ruine des 1646 gesprengten Schlosses

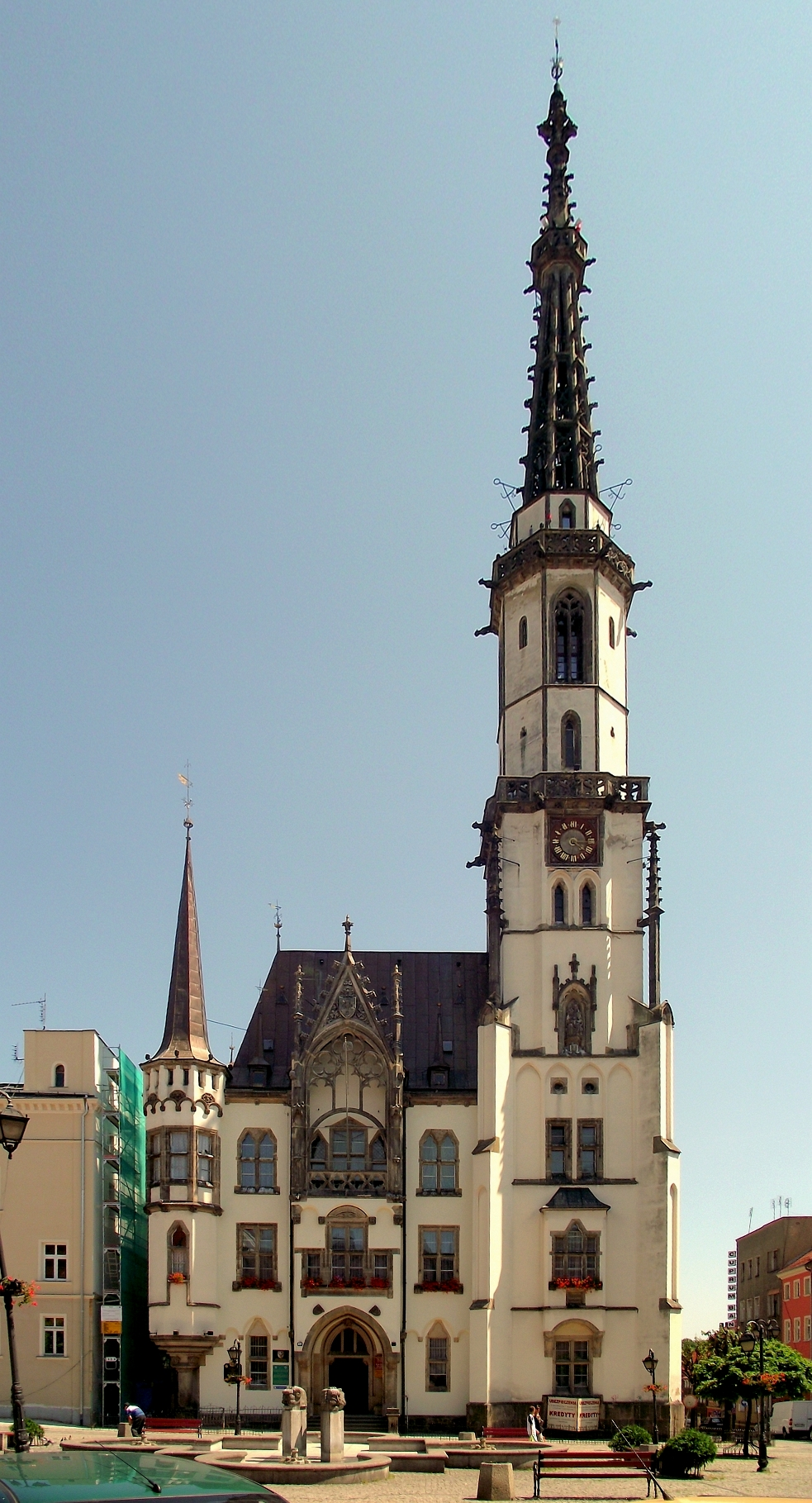
Neugotisches Rathaus

Frankenstein wurde durch den Breslauer Herzog Heinrich IV. auf einem Grund gegründet, der zum Teil dem bischöflichen Ort Protzan und zum anderen Teil dem Trebnitzer Klosterdorf Zadel gehörte. Seine Lage an der Königs- und Handelsstraße, die von Prag über Königgrätz und Glatz nach Breslau führte, begünstigte die Entwicklung der Stadt.
Erstmals erwähnt wurde Frankenstein in einer Urkunde vom 10. Januar 1287. 1298 erhielt die Stadt vom Schweidnitzer Herzog Bolko I. das Niederlagsrecht für Salz und Blei. Sein Sohn Bolko II. bestätigte 1334 das Fischereirecht und befreite die Stadt ein Jahr später vom Rossdienst. Bereits 1321 hatte er das Herzogtum Münsterberg begründet, zu dem auch Frankenstein gehörte. Die Geschichte der Stadt ist deshalb weitgehend identisch mit den Herrschaftsverhältnissen des Herzogtums. Noch vor 1303 hatte der Dominikanerorden sein Kloster in Frankenberg nach Frankenstein verlegt. Danach bestand es dort als Dominikanerkloster Frankenstein bis zur Säkularisation 1810.
1335 wurde die Stadt vom mährischen Markgrafen und späteren böhmischen König Karl IV. belagert. Nachfolgend stellte Herzog Bolko II. mit dem Vertrag von Straubing am 29. August 1336 das Herzogtum Münsterberg unter die Lehenshoheit der Krone Böhmen. 1346 verpfändete der Münsterberger Herzog Nikolaus das Weichbild Frankenstein dem Adeligen Heinrich von Haugwitz, der zwei Jahre später das Pfandrecht an König Karl IV. übertrug. Am 9. November 1351 erwarb Karl IV. Frankenstein von Herzog Nikolaus und gliederte es als Münsterberger Enklave dem Glatzer Land ein. Damit unterstand das Weichbild Frankenstein unmittelbar der Krone Böhmen. Das Amt der Frankensteiner Landeshauptleute übte von 1368 bis 1465 in Personalunion der jeweilige Glatzer Landeshauptmann aus. Die 1351 ebenfalls erlangte Obergerichtsbarkeit übten die Erbvögte aus. Von 1378 bis 1387 waren sowohl Frankenstein als auch das Glatzer Land an den Markgrafen Jobst verpfändet, der das Amt des Landeshauptmanns nicht ausübte und es an Bevollmächtigte übertrug. 1388–1397 übte das Amt des Landeshauptmanns Stefan Poduška von Martinitz aus, ein Günstling des Königs Wenzel IV. Nach Poduškas gewaltsamem Tod wurden Frankenstein und Glatz 1397 an den Herzog Johann II. von Troppau-Ratibor verpfändet und von dessen Unterhauptleuten verwaltet. Nach dem Tod König Wenzels zahlte König Sigismund 1422 das Pfand aus und ernannte den ostböhmischen Adeligen Puta d. J. von Častolowitz zum Landeshauptmann von Glatz und Frankenstein.
Am 20. März 1428 wurde die Stadt durch die Hussiten weitgehend zerstört. Nachdem der letzte Münsterberger Herzog Johann am 27. Dezember 1428 in der Schlacht bei Altwilmsdorf den Tod fand, fiel Münsterberg und damit auch Frankenstein als erledigtes Lehen durch Heimfall an König Sigismund. Am 13. August 1429 verpfändete er das Herzogtum Münsterberg an Puta d. J. und am 13. Juli 1431 auch Glatz und Frankenstein. 1434 verkaufte er ihm das Herzogtum Münsterberg erblich.
Nach Putas Tod 1434 verkaufte seine Witwe Anna von Kolditz 1440 die Besitzungen an Hynek Kruschina von Lichtenburg. Er gewährte Frankenstein 1441 zwei Wochenmärkte, konnte sich jedoch bei den Münsterberger Ständen als Herzog nicht durchsetzen. Obwohl die Münsterberger Stände am 25. April 1443 den Troppauer Herzog Wilhelm von Troppau zu ihrem neuen Landesherrn wählten, dessen Mutter eine Schwester des 1428 gefallenen Herzogs Johann war, stand Frankenstein auf Seiten Hyneks. Nach der 1444 zwischen Hynek und Herzog Wilhelm geschlossenen Vereinbarung erhielt Wilhelm das um Frankenstein verkleinerte Herzogtum und Hynek Kruschina das Weichbild Frankenstein sowie das Glatzer Land.
Nach Hynek Kruschinas Tod 1454 verkaufte dessen Sohn Wilhelm Kruschina von Lichtenburg die Besitzungen seines Vaters an den Landesverweser und späteren König von Böhmen Georg von Podiebrad. Dieser übertrug das Herzogtum Münsterberg und das Glatzer Land, das er 1459 zu einer Grafschaft erhoben hatte, am 16. Dezember 1465 seinen Söhnen. Sie teilten nach dem Tod ihres Vaters 1472 das Erbe auf. Herzog von Münsterberg und Pfandherr von Glatz wurde der zweitälteste Sohn Heinrich d. Ä., der sich zum katholischen Glauben bekannte. Dessen Sohn Karl I. war ab 1511 alleiniger Herrscher des Herzogtums. Er widmete sich besonders der wirtschaftlichen und baulichen Entwicklung von Frankenstein. Sein besonderer Ehrgeiz galt dem Wiederaufbau des Schlosses, in dem er ab 1530 residierte. Nach seinem Tod unterstützten seine vier Söhne die Ziele der Reformation. Wegen der ihnen vom Vater überlassenen Schulden konnten sie den Schlossbau nicht vollenden. Nach der Verpfändung des Herzogtums diente es als Sitz der königlichen Landeshauptleute.
Auch im Dreißigjährigen Krieg mussten Stadt und Bevölkerung Zerstörungen und Drangsalierungen erdulden. Zwei Jahre vor Kriegsende wurde das Schloss gesprengt.
Nach dem Ersten Schlesischen Krieg fiel Frankenstein 1742 mit dem größten Teil Schlesiens an Preußen. Nachfolgend wurde es dem Kreis Frankenstein eingegliedert, mit dem es bis 1945 verbunden blieb. 1858 erhielt es Eisenbahnanschluss. Im selben Jahr wurde die Stadt durch einen Brand zerstört. Am 24. April 1858 fing ein Wohnhaus im Westen der Stadt, in der Nähe des Silberberger Torturms, Feuer. Begünstigt durch starke Winde, breitete sich das Feuer schnell über die ganze Stadt aus. Zahlreiche Gebäude, darunter auch das Rathaus und die Bürgerhäuser am Ring, fielen dem Brand zum Opfer. Mit dem nachfolgenden Wiederaufbau änderte sich durch die fortschreitende Industrialisierung der Charakter der Stadt. Um 1900 war Frankenstein noch von einer Stadtmauer umgeben, hatte zwei evangelische und drei katholische Kirchen, eine um 1860 errichtete Synagoge, ein Progymnasium, ein Lehrerseminar, ein Kloster der Barmherzigen Brüder, verschiedene Fabrikationsbetriebe, und es wurden Magnesit und Nickelerz geschürft. Von 1926 bis 1945 produzierte in Frankenstein die bekannte HARO-Füllhalterfabrik Hanns Roggenbuck & Co., die 1930 eine weitere Niederlassung im tschechoslowakischen Weißwasser eröffnete. Am 1. November 1908 wurde die Frankensteiner Kreisbahn eröffnet, die zu einem weiteren wirtschaftlichen Aufschwung beitrug.
Als Folge des Zweiten Weltkriegs fiel Frankenstein 1945 mit dem größten Teil Schlesiens an Polen. Nachfolgend wurde es in Ząbkowice Śląskie umbenannt. Die deutsche Bevölkerung wurde weitgehend vertrieben. Die neu angesiedelten Bewohner waren teilweise Zwangsumgesiedelte aus Ostpolen, das an die Sowjetunion gefallen war.

## Landeshauptleute
Während des zeitweiligen Anschlusses von 1351 bis 1465 an das Glatzer Land verfügte das Weichbild Frankenstein über eigene Landeshauptleute. Sie waren zum Teil königliche Hofbeamte, manche bekleideten das Amt zur Hebung ihres Prestiges nur formal, und andere erhielten das Amt als Gläubiger des Königs, der dadurch die Schuldforderungen vermindern konnte. Das Amt wurde teilweise in Personalunion vom Glatzer Landeshauptmann ausgeübt, wobei eine formale Trennung beibehalten wurde: Während der Glatzer Landeshauptmann mit einem persönlichen Siegel beurkundete, wurden die Frankensteiner Dokumente mit einem Siegel der Frankensteiner Landeshauptmannschaft beurkundet.
- 1351–? Rüdiger d. J. von Haugwitz
- 1359–1368 Drslav von Krawarn
- 1368–1377 Puta der Ältere von Častolowitz
- 1378–1387 Unterhauptleute, die vom Pfandherrn Jobst von Mähren ernannt wurden
- 1388–1397 Stefan Poduška von Martinitz
- 1397–1422 Unterhauptleute, die vom Pfandherrn Johann II. von Troppau-Ratibor ernannt wurden
- 1422–1434 Puta der Jüngere von Častolowitz
- 1437–1438 Hašek von Waldstein
- 1440–1454 Pfandherr Hynek Kruschina von Lichtenburg
- 1454–1458 Pfandherr Georg von Podiebrad
- 1458–1465 Hans von Warnsdorf, vom Pfandherrn Georg von Podiebrad ernannt

## Sehenswürdigkeiten

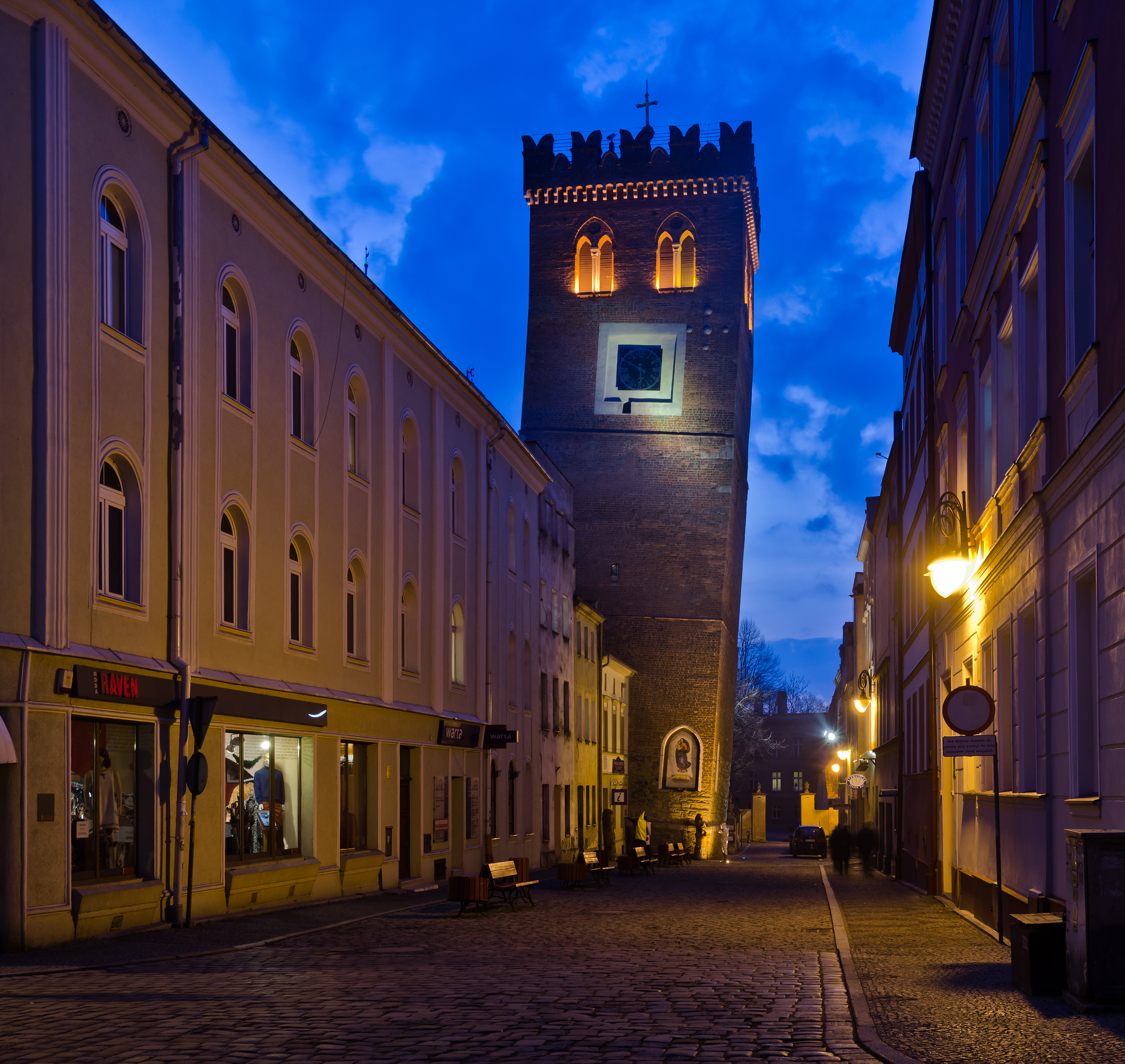
Schiefer Turm von Frankenstein

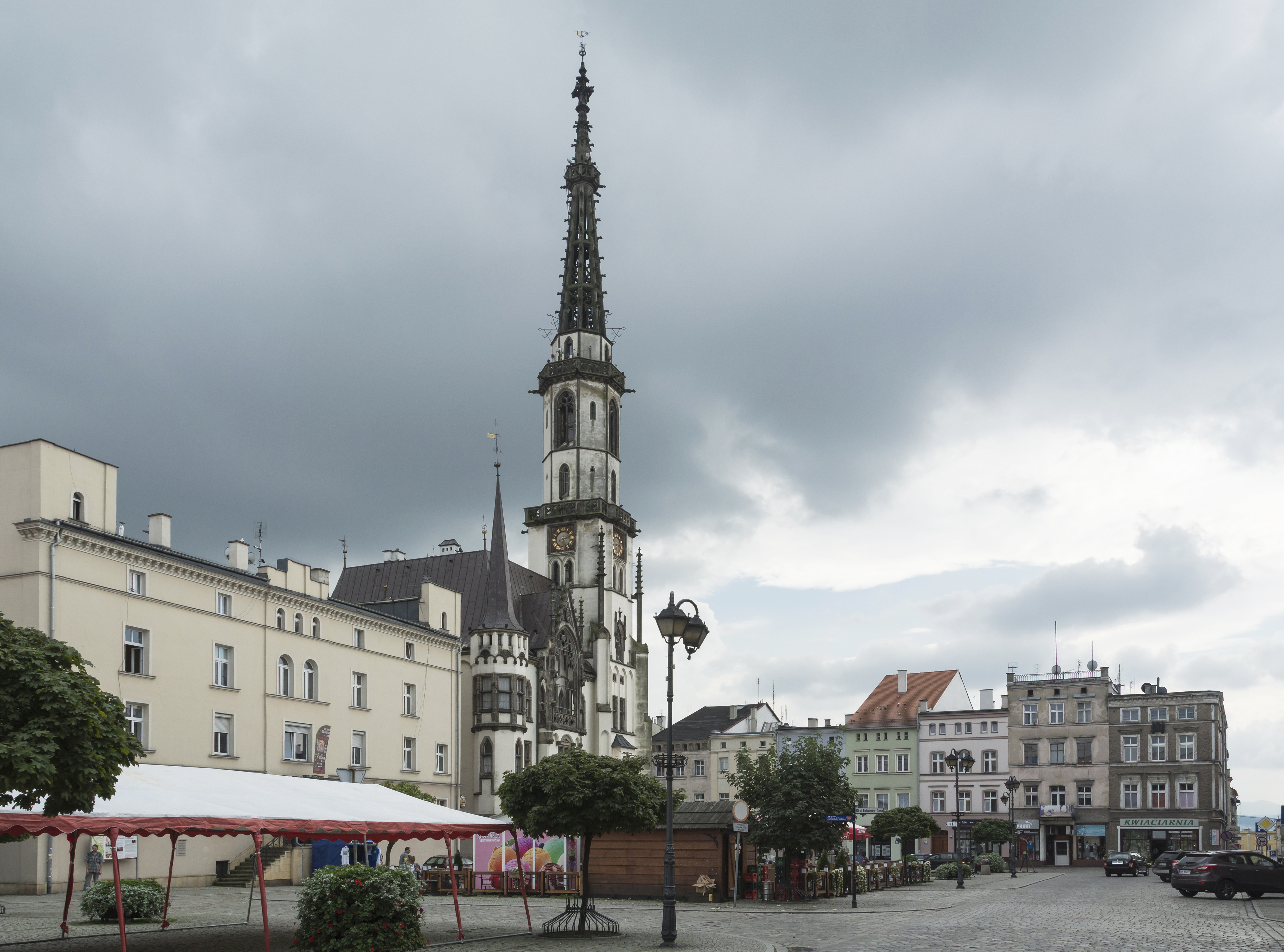
Rathaus mit Bürgerhäusern am Ring

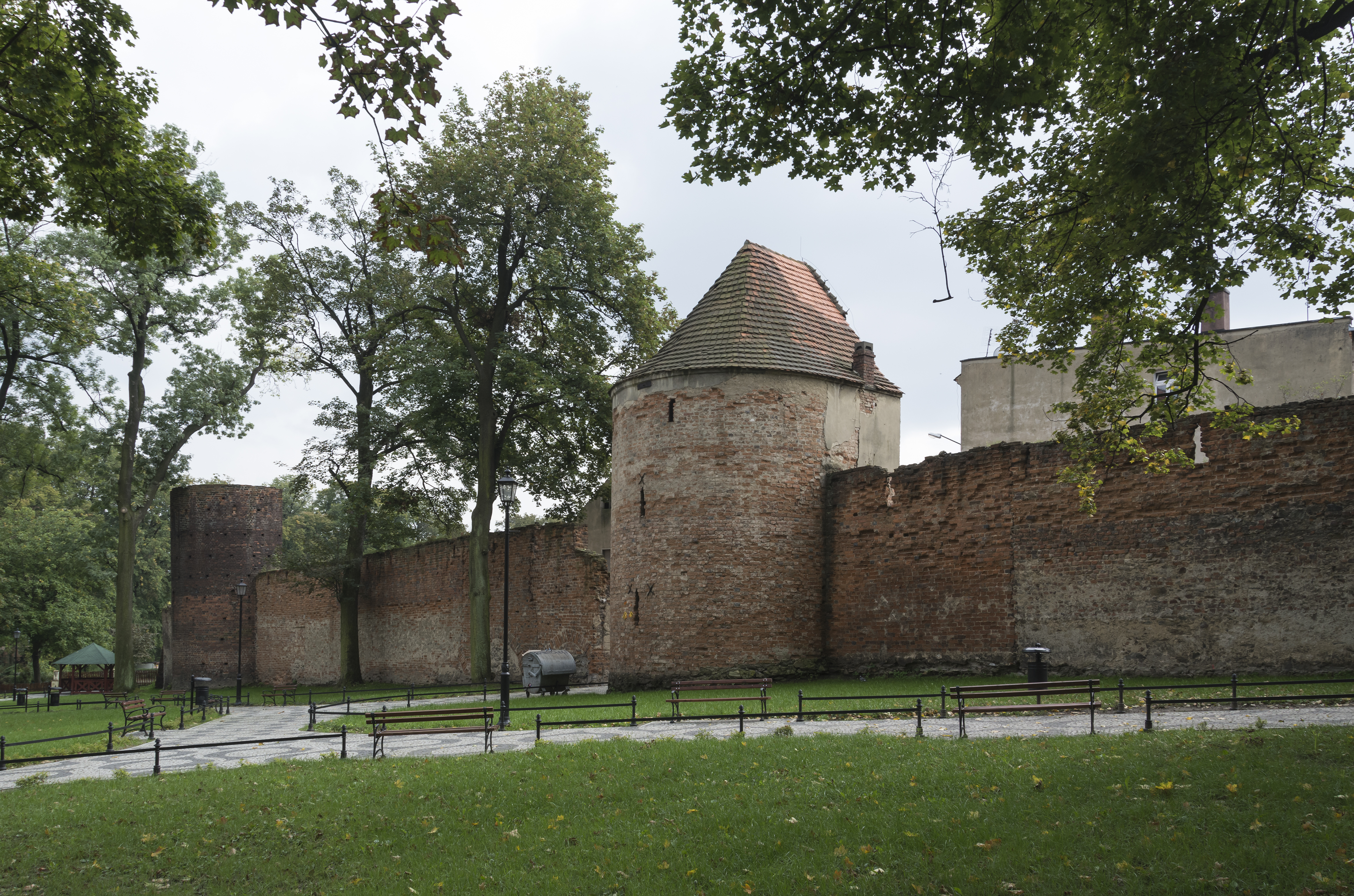
Teile der erhaltenen Stadtmauer

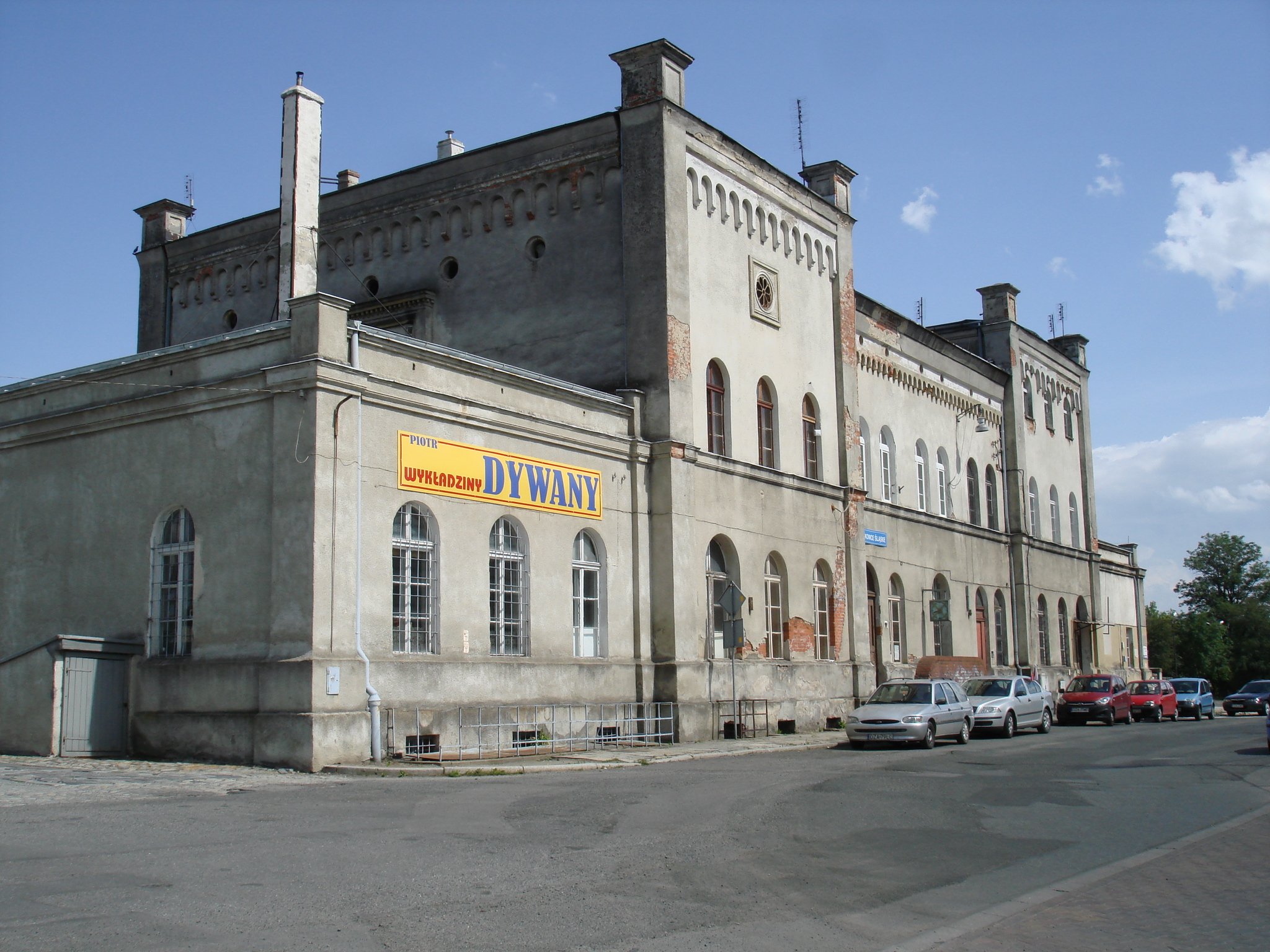
Empfangsgebäude Bahnhof Ząbkowice Śląskie

- Die Pfarrkirche St. Anna aus dem 14. Jahrhundert wurde mehrmals umgebaut und erweitert; 1893–1895 regotisiert. Die farbig gefassten Schnitzfiguren (Hl. Anna, Pietá, Madonna mit Kind) entstanden um das Jahr 1500. Epitaph für Herzog Karl I. von Münsterberg († 1536) und dessen Witwe Anna von Sagan († 1541), die hier bestattet wurden.
- Der nordöstlich der Kirche stehende Schiefe Turm aus dem 15. Jahrhundert ist das Wahrzeichen der Stadt. Daher folgt seit 1598 auch der Beiname Frankensteins als „schlesisches Pisa“.
- Die ehemalige Pfarrkirche St. Georg mit Hospital wurde 1319 von Erbvogt Ritter Johannes Secklin und Hermann von Reichenbach gestiftet. Sie gehörte ursprünglich dem Ritterorden vom Hl. Grab in Neisse und war ab 1538 städtische Kirche. Sie wurde mehrmals umgebaut. Die Wandmalereien an der südlichen Chorwand stammen aus dem 14. Jahrhundert.
- Das ehemalige Dominikanerkloster mit Klosterkirche aus dem 14. Jahrhundert wurde 1428 zerstört und nach 1450 wieder aufgebaut. Während der Zeit der Reformation war es ab 1548 ungenutzt und wurde 1576 den Protestanten übergeben. Im Zuge der Gegenreformation wurde es 1629 den Dominikanern restituiert. Nach der Säkularisation 1810 diente die Klosterkirche ab 1815 wiederum als evangelische Kirche. Seit 1946 Franziskanerinnenkloster.
- Die Barmherzigen Brüder errichteten auf ihrem Areal:
  - 1847–1850 aus der Stiftung des Erdmann Joseph Tschirsch ein Kloster sowie
  - ein zweiflügeliges Hospital im klassizistischen Stil. Es wurde 1867 nach Plänen des Münchner Architekten Johann Marggraff erweitert. Weitere Veränderungen 1899–1902.
  - 1867–1870 eine Kirche im Stil des Historismus, ebenfalls nach Plänen von Johann Marggraff.
- Das neugotische Rathaus wurde 1862–1864 an der Stelle eines 1858 abgebrannten Renaissance-Baus aus dem 16. Jahrhundert nach Plänen des Breslauer Architekten Alexis Langer errichtet.
- Der Ring, der Frankensteiner Marktplatz, bildet das Zentrum der Stadt und besitzt zahlreiche denkmalgeschützte Bürgerhäuser aus dem 19. Jahrhundert.
- Die weitgehend noch erhaltene Stadtmauer aus dem 13. und 14. Jahrhundert wurde im 16. Jahrhundert modernisiert. Dabei wurden das Schloss in den Bereich der Befestigung einbezogen, der Graben vertieft, die Wehrtürme errichtet und Schießscharten eingebaut. Die ehemals vier Stadttore wurden im Laufe der Jahrhunderte abgetragen.
- Das Schloss Frankenstein, die im 14. Jahrhundert errichtete Herzogsresidenz, seit dem 18. Jahrhundert als Ruine erhalten.
- Hauptpost im neogotischen Stil
- Empfangsgebäude des Bahnhofs im Tudorstil

## Bevölkerungsentwicklung
| Jahr | Einwohner | Anmerkungen                                                                      |
| ---- | --------- | -------------------------------------------------------------------------------- |
| 1875 | 07.486    | [ 8 ]                                                                            |
| 1880 | 07.861    | [ 8 ]                                                                            |
| 1890 | 08.140    | davon 1.895 Evangelische, 6.103 Katholiken und 135 Juden                         |
| 1900 | 07.890    | meist Katholiken                                                                 |
| 1925 | 10.093    | davon 2.631 Evangelische, 7.393 Katholiken, drei sonstige Christen und 43 Juden  |
| 1933 | 10.472    | davon 2.846 Evangelische, 7.511 Katholiken, zwei sonstige Christen und 27 Juden  |
| 1939 | 10.809    | davon 3.204 Evangelische, 7.367 Katholiken, drei sonstige Christen und elf Juden |
| 2002 | 16.495    | [ 9 ]                                                                            |
| 2011 | 16.086    | [ 9 ]                                                                            |
| 2018 | 15.072    | [ 9 ]                                                                            |

## Gemeinde
Zur Stadt- und Landgemeinde Ząbkowice Śląskie gehören folgende Ortschaften:
- Bobolice (Schräbsdorf)
- Braszowice (Baumgarten)
- Brodziszów (Dittmannsdorf)
- Grochowiska (Grochwitz)
- Jaworek (Heinersdorf)
- Kluczowa (Kleutsch)
- Koziniec (Löwenstein)
- Olbrachcice Wielkie (Groß Olbersdorf)
- Pawłowice (Paulwitz)
- Sadlno (Zadel)
- Sieroszów (Seitendorf)
- Stolec (Stolz)
- Strąkowa (Kunzendorf)
- Sulisławice (Zülzendorf)
- Szklary (Gläsendorf)
- Tarnów (Tarnau)
- Zwrócona (Protzan)

## Partnerstädte
- Červený Kostelec, Tschechien
- Wiesloch, Deutschland
- Uchte, Deutschland

Seit 1952 besteht eine Vertriebenenpatenschaft der Stadt Rheda-Wiedenbrück.

## Söhne und Töchter der Stadt
- Anselm von Frankenstein, Humanist des 14./15. Jahrhundert, Autor von Briefmustern
- Georg Aelurius (1596–1627), lutherischer Geistlicher und Historiograph der Grafschaft Glatz[11]
- Christoph Schilling († 1583), Humanist
- David Pareus (1548–1622, eigentlich David Wängler), reformierter Theologe
- Martin Koblitz (* 16. Januar 1597 in Frankenstein), daselbst Rektor (seit 1631) und Bürgermeister (seit 1642), Verfasser einer Chronik der Stadt Frankenstein[12]
- Karl Xaver Regent (1689–1752), Jesuit
- Benedict Strauch (1724–1803), Pädagoge und katholischer Theologe
- Eduard von Gellhorn (1792–1847), preußischer Rittmeister, Rittergutsbesitzer und Landrat
- Karl Adolf von Strotha (1792–1870), preußischer Offizier und Kriegsminister
- Franz Scholz (1797–1865), deutscher Jurist und Politiker
- Joseph Kutzen (1800–1877), deutscher Historiker
- Joseph Carl Franz Xaver Heide (1801–1867), römisch-katholischer Geistlicher und Politiker, Mitglied der Frankfurter Nationalversammlung
- Eduard Herzog (1801–1867), deutscher römisch-katholischer Geistlicher, Theologe und Schriftsteller
- Julius Albert Gruchot (1805–1879), deutscher Rechtswissenschaftler und Jurist
- August von Stahr (1807–1878), preußischer Generalleutnant
- Henry Ulke (1821–1910), deutschamerikanischer Fotograf und Porträtmaler
- Robert Langer (1822–1897), Turner und Turnfunktionär
- Moritz Graf von Strachwitz (1822–1847), Balladendichter
- Adelbert Wölfl (1823/1827–1896), Maler
- Joseph Eduard Mose (1825–1898), deutscher Architekt
- August Friedrich Wilhelm Reißmann (1825–1903), Musikschriftsteller und Komponist
- Karl Kirchner (1831–1912), Militärarzt
- Wilhelm Müller (1834–1902), preußischer Generalleutnant
- Otto Hassler (1843–1896), deutscher katholischer, später christkatholischer Geistlicher und Theologe
- Karl Franz Jaeckel (1844–1898), Landrat im Kreis Strasburg in Westpreußen, Mitglied des Provinziallandtages von Westpreußen, Mitglied des Preußischen Abgeordnetenhauses, Landeshauptmann der Provinz Westpreußen
- Erich Kubierschky (1854–1944), deutscher Maler
- Alfred Zimmermann (1859–1925), Alfred Zimmermann
- Friedrich Hammer (1861–1923), deutscher Politiker (DNVP)
- Benno Jacob (1862–1945), liberaler Rabbiner
- Fritz Erler (1868–1940), deutscher Maler, Graphiker und Bühnenbildner
- Wilhelm Kroll (1869–1939), deutscher Altphilologe
- Erich Erler (1870–1946), deutscher Maler
- Paul Larisch (1870–1934), deutscher Kürschnermeister
- Walther Isendahl (1877–1950), deutscher Ingenieur
- Joseph Negwer (1882–1964), Generalvikar im Erzbistum Breslau, Offizial im Erzbischöflichen Amt Görlitz
- Willy Hoheisel (1894–1982), Politiker (SPD)
- Willi Ost (1903–1945), deutscher SS- und Polizeiführer
- Alfred Klose (1904–1975), deutscher Politiker (CDU)
- Eberhard Johannes Albrecht Daerr (1912–2005), Generaloberstabsarzt der Bundeswehr
- Bruno Sonnabend (1920–1995), Richter am Bundesgerichtshof
- Erwin Nickel (1921–2005), deutscher Mineraloge
- Franz Toenniges (1923–2008), Kalligraph und Heimatforscher
- Karlheinz Mose (1927–2016), deutscher Journalist
- Elmar Bartsch (1929–2010), Theologe und Sprechwissenschaftler
- Ursula Höntsch-Harendt (1934–2000), freiberufliche Journalistin, Lektorin, Schriftstellerin in der DDR
- Hermann Pohler (* 1935), deutscher Politiker
- Günther Knipp (1935–2019), bildender Künstler, Zeichner und Professor
- Theodor Wolfram Köhler (* 1936), deutscher Philosoph
- Hans-Eckart Joachim (* 1937), deutscher Archäologe
- Ursula Heilig (1937–2022), Holocaustüberlebende
- Winfried Kolley (* 1940), deutscher Physiker
- Hans-Joachim Daerr (* 1943), ehemaliger Botschafter der Bundesrepublik Deutschland in Japan
- Ilse Bindseil (* 1945), deutsche Autorin
- Piotr Zielinski (* 1994), polnischer Fußballspieler